# Dolmen de la Madeleine (Gennes)
Pour les articles homonymes, voir Dolmen de la Madeleine (Lessac) et Dolmen de la Madeleine (Carnac).
Le dolmen de la Madeleine est un dolmen situé à Gennes, dans le département français de Maine-et-Loire.

## Protection
L'édifice est classé au titre des monuments historiques en 1930.

## Description
C'est un grand et beau dolmen construit avec des dalles en grès, de type grès à sabals,. Sa superficie est d'environ 80 m2. Le dolmen est recouvert de deux tables de couverture, dont une très grande fendue en deux. La chambre mesure 2,7 mètres de hauteur, délimitée par trois orthostates côté nord et trois autres côtés sud. Côté ouest, la chambre n'est pas totalement fermée, quant au côté est, il est totalement ouvert mais devait à l’origine comporter un portique désormais disparu. Le sol a été surcreusé lorsque l'édifice a été réutilisé comme abri à charrettes par la ferme voisine. De même, un four à pain a été installé dans le fond de la chambre.
En 1940, Michel Gruet a pu observer dans les déblais rejetés à l'extérieur de la chambre la présence de nombreux ossements humains et retrouver quelques silex taillés aux alentours.